# Paul LePage
Paul Richard LePage, född 9 oktober 1948 i Lewiston i Maine, är en amerikansk affärsman, civilekonom och republikansk politiker. Han var guvernör i Maine från 2011 till 2019. Han är av fransk-kanadensisk härkomst.

## Biografi
LePage växte upp i ett fattigt hem och hade franska som modersmål. När han var 11 år gammal rymde han hemifrån på grund av misshandel, och vistades tillfälligt bland annat i häststall och på övre våningen av en strippklubb. Han lyckades sedan med att skaffa sig en akademisk utbildning som civilekonom och göra karriär som affärsman.
LePage var borgmästare i Waterville åren 2003–2011. Han tillträdde som Maines guvernör den 5 januari 2011.